# Urban Angehrn
Urban Angehrn (* 1965) ist ein Schweizer Finanzmarktexperte. Er war vom 1. November 2021 bis 30. September 2023 Direktor der Eidgenössischen Finanzmarktaufsicht (FINMA).

## Leben
Urban Angehrn wuchs in Wittenbach SG auf. Er besuchte die Sekundarschule in St. Gallen gefolgt von der Kantonsschule ebenda. An der ETH Zürich studierte er Theoretische Physik und schloss als Master ab. Dann folgte ein Studium der Mathematik an der Harvard University, wo er bei Yum-Tong Siu doktorierte.
Seinen Berufseinstieg machte er bei der US-Bank J. P. Morgan im Handel mit Derivaten. Auch bei der Credit Suisse First Boston war er in den USA auf diesem Bankgebiet tätig. Den Wechsel ins Versicherungsgeschäft vollzog er bei den Winterthur Versicherungen 2005. Zwei Jahre später trat er der Zurich Insurance Group bei. Dort machte er Karriere und wurde 2015 zum Chief Investment Officer (CIO) und Konzernleitungsmitglied ernannt. Seine umfassenden Erfahrungen sowohl in der Bankbranche wie auch im Versicherungsgeschäft waren ein Faktor bei der Wahl als Leiter der Schweizer Finanzmarktaufsicht und Nachfolger von Mark Branson, welcher 2021 Präsident der deutschen Bundesanstalt für Finanzdienstleistungsaufsicht (BaFin) wurde. Im September 2023 gab er seinen Rücktritt aus gesundheitlichen Gründen auf Ende Monat bekannt.